# Amerikai kukoricabogár
Az amerikai kukoricabogár (Diabrotica virgifera) a levélbogárfélék családjába tartozó rovarfaj, a kukorica egyik legfontosabb rovarkártevője.

## Megjelenése
A kifejlett bogár (imágó) teste megnyúlt, kb. 5 mm (4,4-6,8 mm) hosszú. Szalmasárgás-narancssárgás szárnyfedőjén három hosszanti fekete csík húzódik, amelyek szélessége változó, esetenként teljesen összeolvadnak. Tora sárgás, fényes. Lábai fekete-sárga foltosak. A hím csápjai valamivel hosszabbak a nőstényénél és kb. 4,2 mm-esek. Potroha sárga. 
Három lárvastádiuma van. A lárvák karcsúak, színük fehéres vagy halványsárgás, fejük sárgásbarna, a potroh utolsó szegmense barnás. Harmadik fejlődési stádiumukban kb 10 mm hosszúak.
Bábja csupasz és fehér, a kifejlett bogár kibújása előtt valamivel barnásra sötétül. 
Két alfaja ismert:  
- D. virgifera virgifera, Észak-Amerika mérsékelt övi zónájában őshonos
- D. virgifera zeae, Mexikóban őshonos

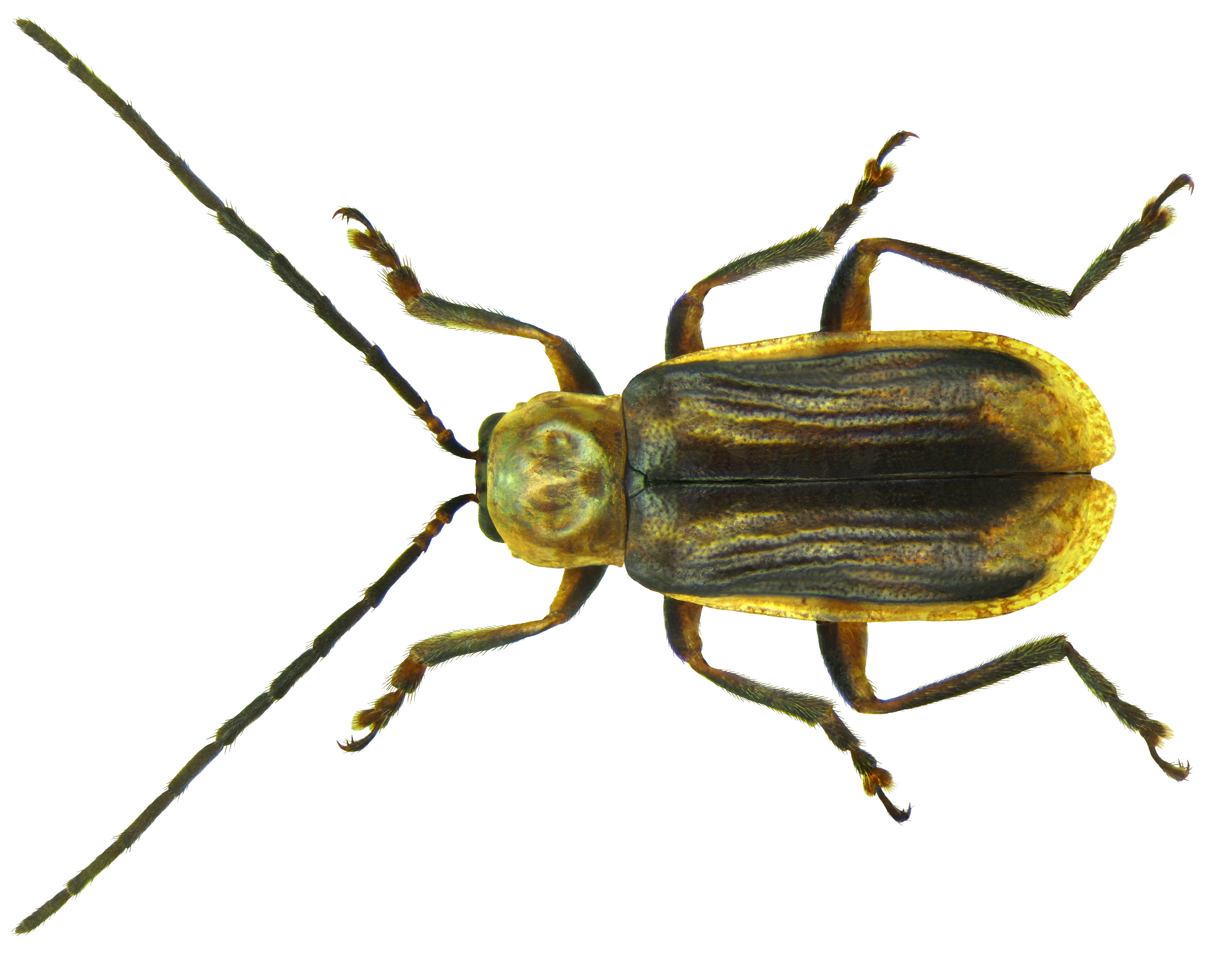
Imágó
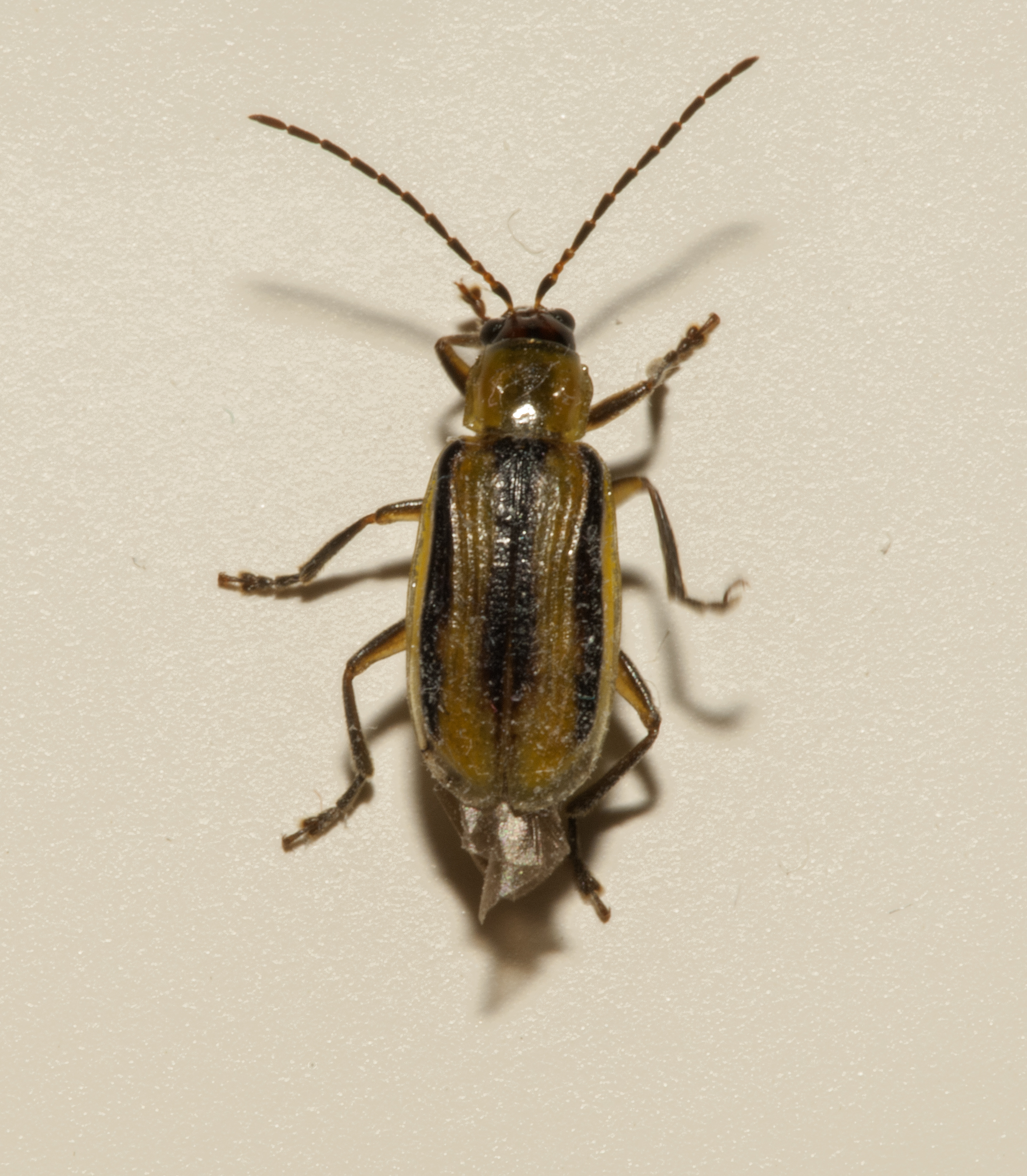
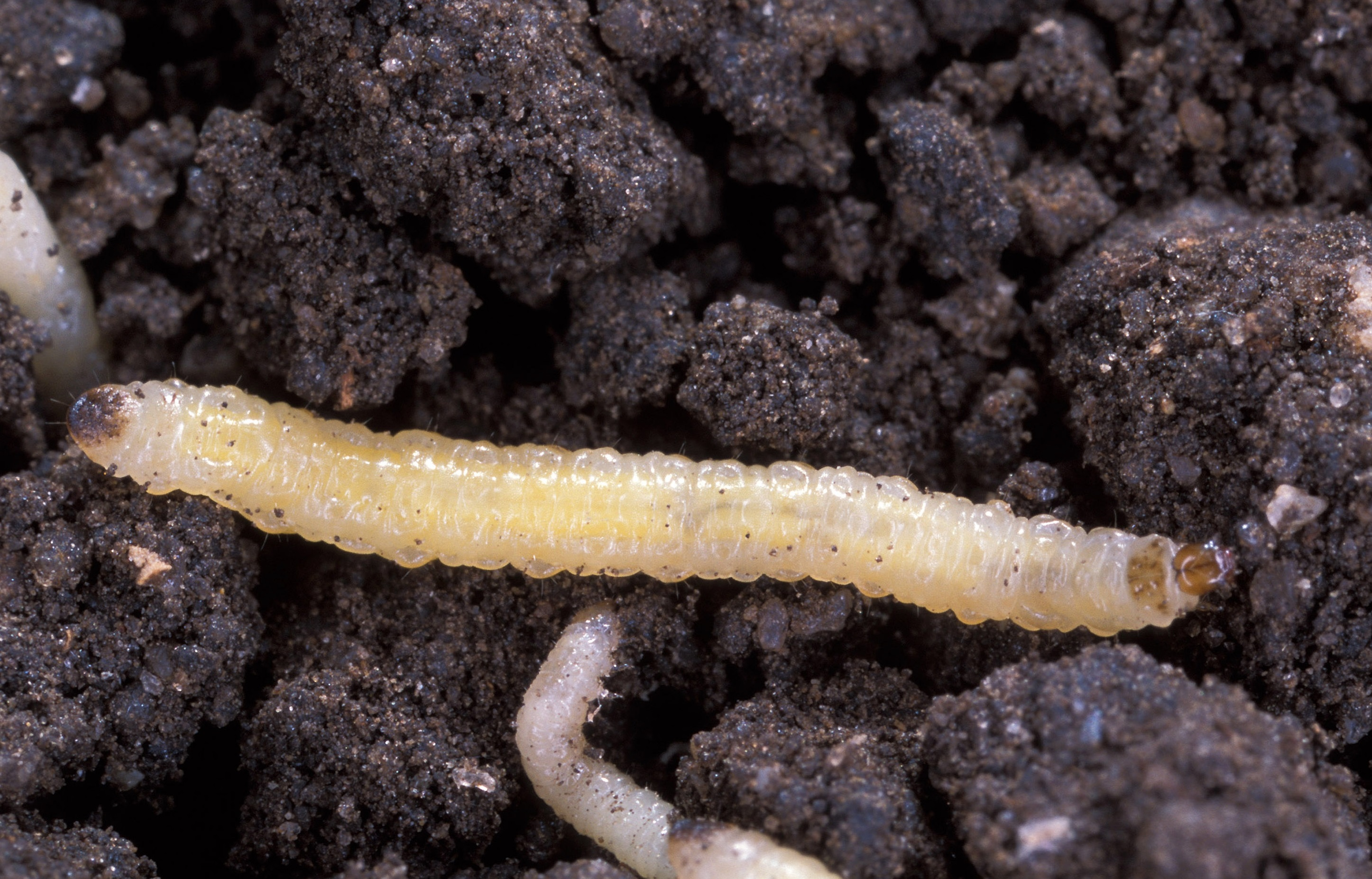
Lárva

## Elterjedése
Eredetileg észak-amerikai faj. Európában 1992-ben észlelték először, a belgrádi repülőtér közelében, innen kezdte el terjedését. Magyarországon 1995 óta van jelen. Európában ma elsősorban a Balkánon, Magyarországon és Szlovákiában gyakori, de számos országban jelen van. Az Egyesült Királyságból kiirtották.    

## Életmódja
Petéje a talajban telel át, annak felső 15-30 cm-nyi rétegében. A lárvák május végén kelnek ki. A lárvafejlődés hossza a hőmérséklettől függ, átlagosan 29 nap a hímek, és 32 nap a  nőstények esetében. A frissen kikelt lárva 1,2 mm hosszú és aktív mozgással keresi a kukorica gyökereit, eközben 30-100 cm-t tud megtenni, mielőtt energiatartalékai kimerülnek. A lárva eleinte a hajszálgyökerekkel táplálkozik, majd ahogy növekszik, befúrja magát a gyökerekbe. Ennek következtében a kukoricanövény jellegzetes "hattyúnyakas" S-alakban meggörbül. A növényt a szél könnyen kidöntheti vagy szélsőséges esetben gyökere pusztulása miatt elszárad. A hőmérséklet növekedésével fejlődési ideje megnő, 33°C fölött pedig a második stádiumú lárvák elpusztulnak. A lárva a harmadik fejlődési stádiuma után a talajban bebábozódik.  
A kifejlett bogarak június végén, július elején jelennek meg. A kukorica leveleit hámozgatják, virágzáskor a bibeszálakat rágják le és a pollent eszik. A forró, száraz nyarakat nehezen tűri, augusztus közepére többségük elpusztul. Hűvösebb nyarakon a bogarak addig megtalálhatóak, amíg a kukorica levelei zöldek. A nőstények a bábból való kibújás után hamarosan párzanak, majd két héttel később a talajba lerakják petéiket. A peték kikeléséhez egy hideg periódusra van szükség, bár hosszú meleg őszökön egy részük kikelhet. 
Az amerikai kukoricabogárnak évente egy generációja nő fel.     
Tápnövénye elsősorban a kukorica, de károsíthatja a tökféléket (beleértve az uborkát), a babféléket, a szóját, a gabonaféléket és a fűféléket is. Természetes ellenségei közé a ragadozó futóbogarak és hangyák, valamint a Beauveria bassiana parazita gomba tartozik.  

## Védekezés
Az amerikai kukoricabogár az Egyesült Államokban a kukorica fő rovarkártevője. Megfelelő vetésforgóval a kikelő lárvák többsége elpusztul. Emellett kémiai módszerekkel, a lárvák ellen talajfertőtlentőszerekkel, az imágók esetében peterakás előtt, tömeges rajzáskor kiszórt rovarirtókkal lehet védekezni, legfeljebb a kukorica szemfejlődéséig.

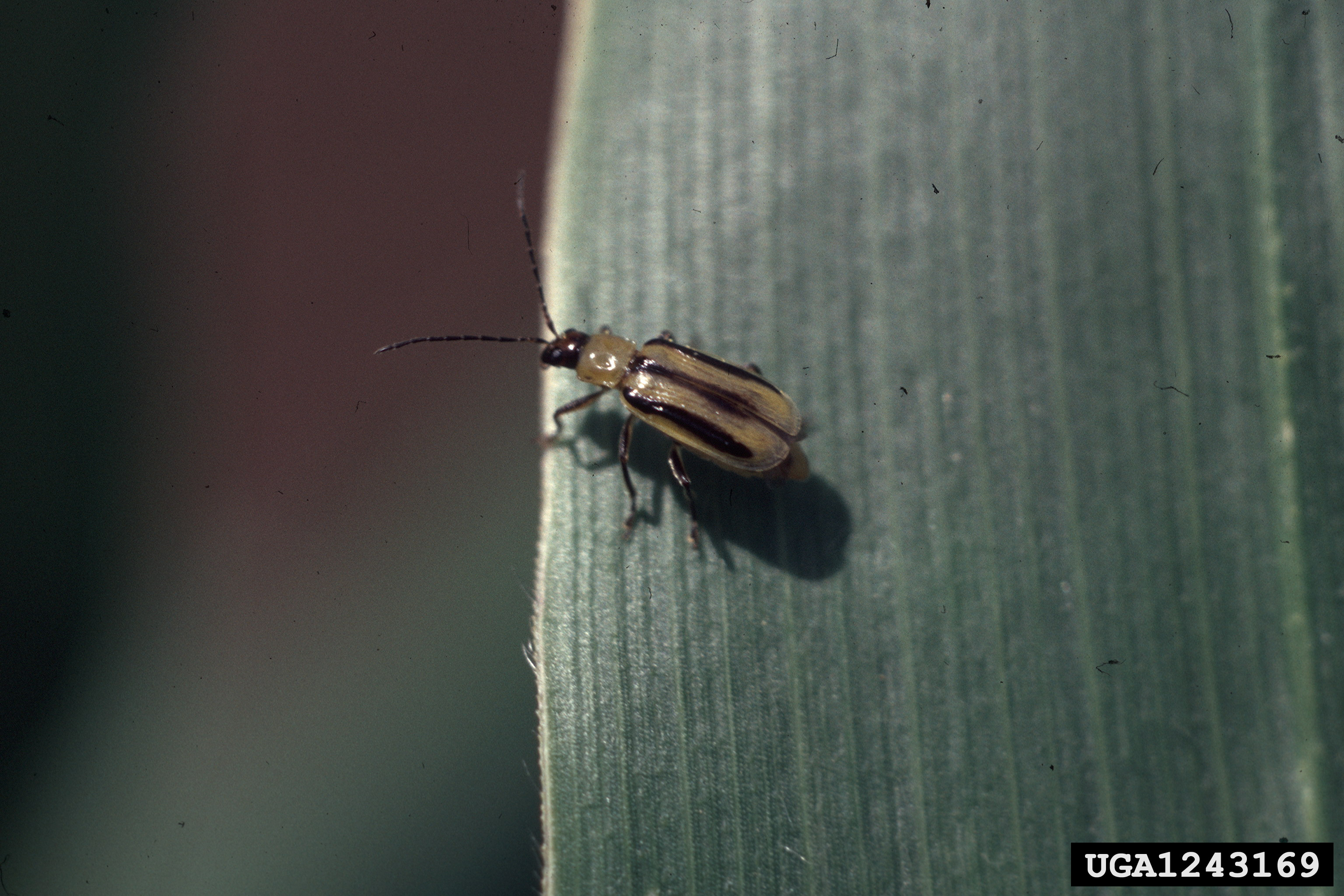
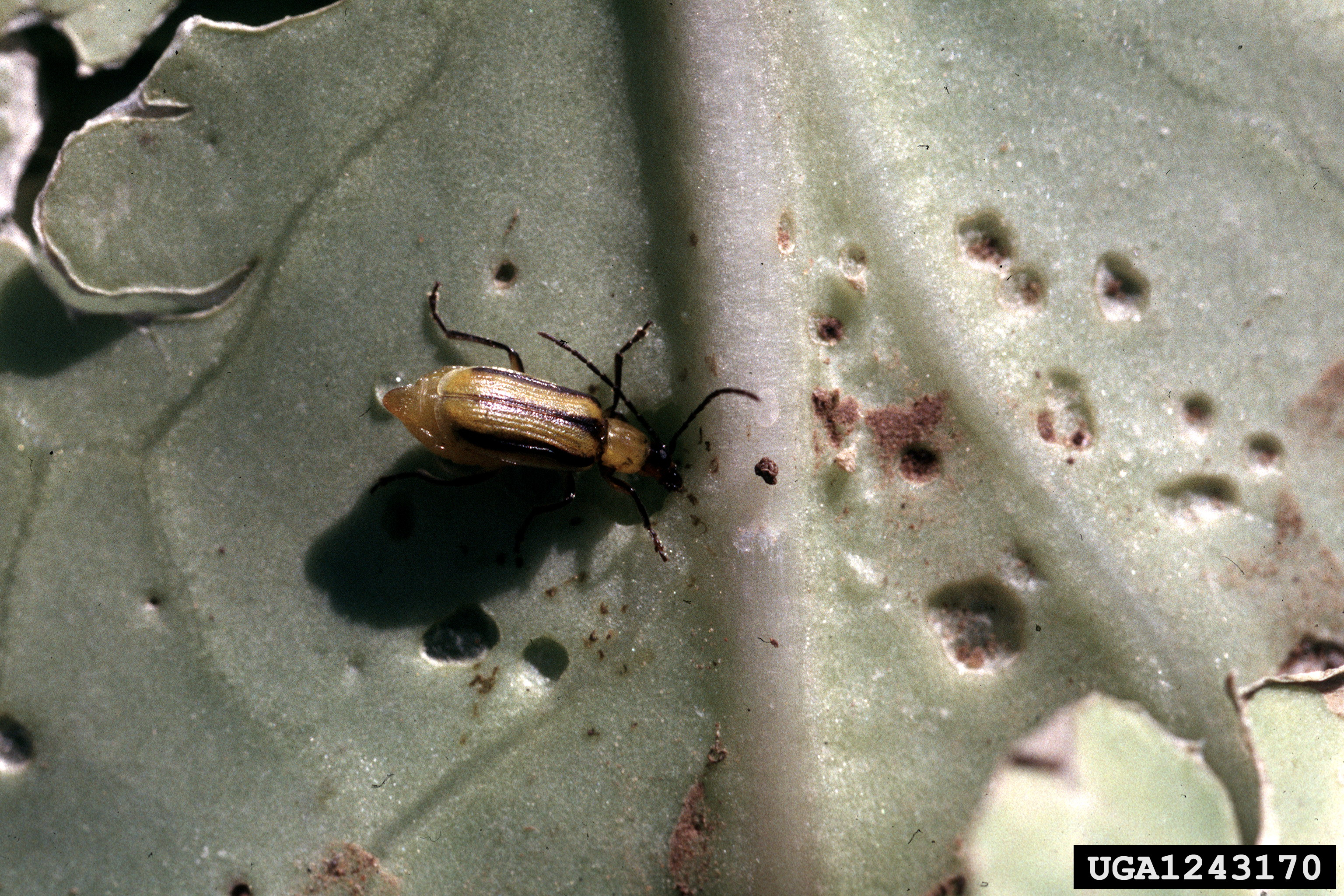
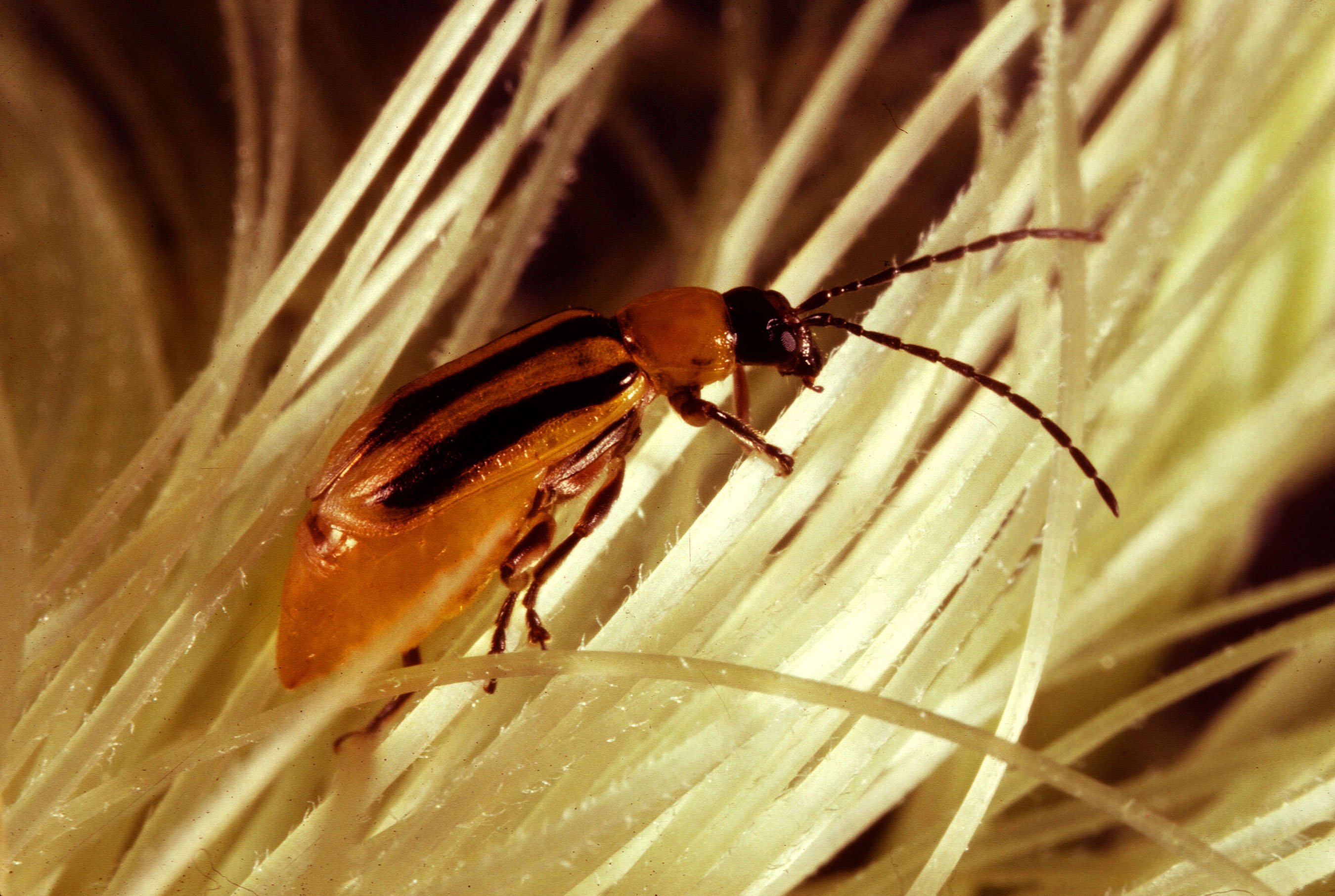
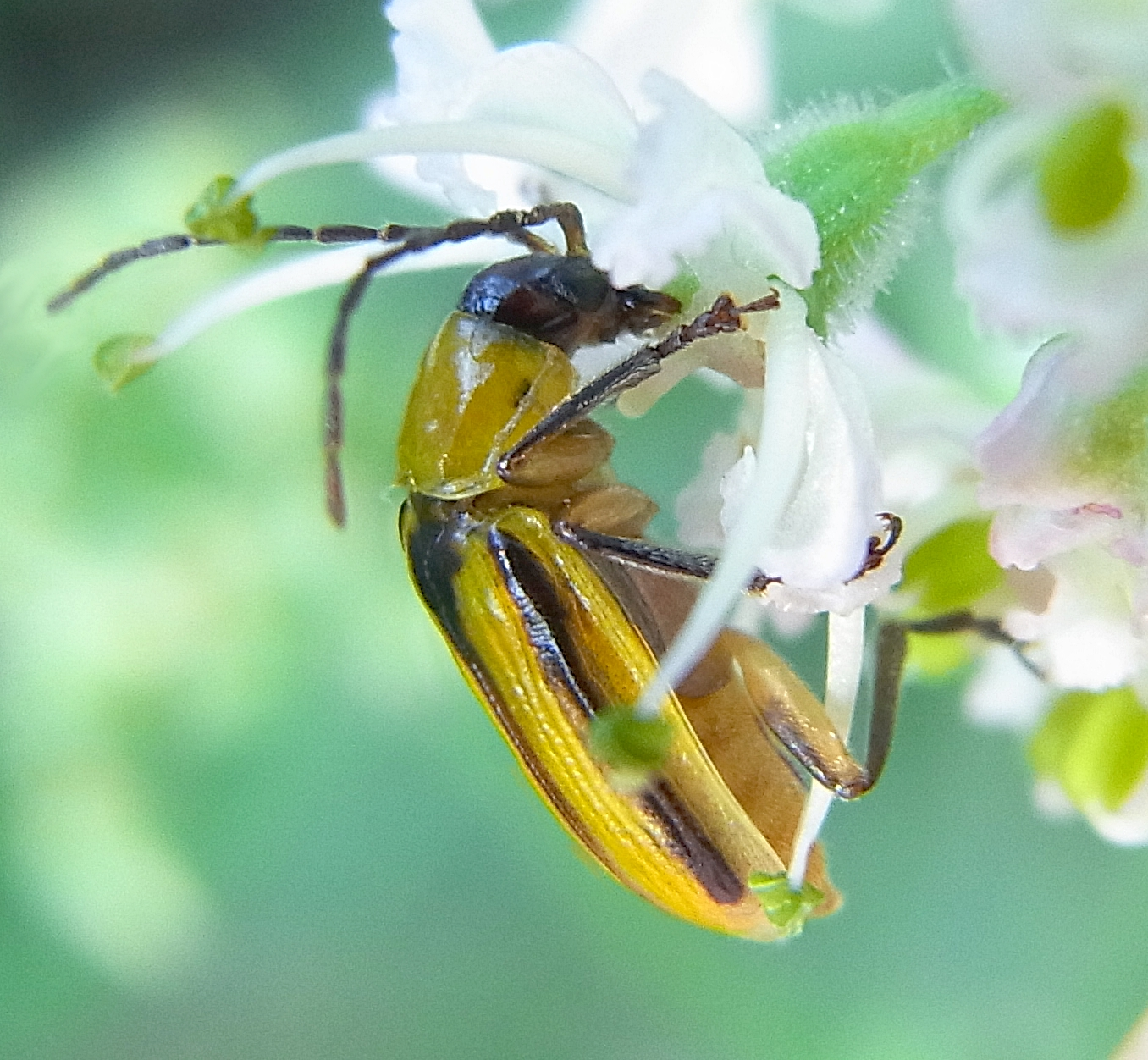